# ClamWin Free Antivirus
ClamWin Free Antivirus è un software antivirus open source disponibile gratuitamente per Windows e basato sull'engine ClamAV. È stato rilasciato per la prima volta nel 2004 sotto licenza GPL.

## Caratteristiche
ClamWin Free Antivirus utilizza il motore ClamAV, uno dei più celebri fra gli antivirus open source. Le definizioni dei virus vengono aggiornate costantemente per garantire una protezione sempre aggiornata. L'interfaccia utente è intuitiva e semplice da usare.
Si possono eseguire scansioni complete del sistema, di singole cartelle o di singoli file. Si integra in Windows consentendo la pianificazione di scansioni automatiche e garantendo l'integrazione con Outlook attraverso un plugin aggiuntivo.
È disponibile per tutte le principali versioni di Windows a partire da Windows 98 e viene messa a disposizione una versione portable da utilizzare da supporto USB o altro.
Esiste un'estensione per il browser Firefox che consente la scansione dei file scaricati.
ClamWin Free Antivirus consente di eseguire scansioni complete del sistema ma non offre la protezione in tempo reale che molti altri antivirus forniscono.
È possibile trasformare ClamWin da un semplice programma per scansioni su richiesta a una soluzione di protezione più completa attraverso l'utilizzo di due software indipendenti chiamati Clam Sentinel e Winpooch.
Clam Sentinel monitora costantemente le modifiche al file system e ogni volta che viene creato, modificato o cancellato un file lo sottopone alla scansione di ClamWin.
Winpooch offre una soluzione analoga. Offre però alcune funzionalità aggiuntive, come la possibilità di scansionare la memoria e le unità rimovibili.

## Efficacia
ClamWin Free Antivirus è stato criticato per i bassi tassi di rilevamento e la lentezza delle sue scansioni rispetto ad altri programmi antivirus. In passato scontava una certa difficoltà nel rilevare alcuni tipi di malware. Nel 2009,ad esempio, non è riuscito a rilevare quasi la metà dei trojan, dei password stealer e di altri malware presenti nello "zoo" di campioni malware di AV-TEST.
Nel test effettuato da Virus.gr tra il 1º e il 21 giugno 2008, ClamWin Free Antivirus versione 0.93 ha rilevato il 54,68% di tutte le minacce classificandosi 37º su 49 prodotti testati, con il prodotto con il punteggio più alto che ha rilevato oltre il 99% delle minacce.
Allo stesso modo, nel test effettuato dal 10 agosto al 5 settembre 2009, ClamWin Free Antivirus versione 0.95.2 ha rilevato il 52,48% delle minacce classificandosi 43º su 55 prodotti testati, dove il migliore ha ottenuto un punteggio del 98,89%.
Negli ultimi anni, nonostante i numerosi aggiornamenti, risultati nei test non sono particolarmente migliorati.
ClamWin rimane principalmente una soluzione antivirus gratuita e open source, che potrebbe non offrire lo stesso livello di protezione completa di alcuni prodotti commerciali.
Nel 2011 CNET ha assegnato a ClamWin Free Antivirus una valutazione di 4 stelle su 5, riconoscendone l'interfaccia intuitiva e gli aggiornamenti regolari, ma notando anche la velocità di scansione relativamente più lenta e i tassi di rilevamento più bassi rispetto ad altri software antivirus.